# Verbascum tschivrilense
Verbascum tschivrilense är en flenörtsväxtart som beskrevs av Hub.-mor.. Verbascum tschivrilense ingår i släktet kungsljus, och familjen flenörtsväxter. Inga underarter finns listade i Catalogue of Life.